# Langues khasiques
Les langues khasiques sont un groupe de cinq langues au sein du rameau des langues môn-khmer septentrionales. Ce sont :
- Le khasi, qui a donné son nom au groupe (Inde);
- Le lyngngam (en) (Inde);
- Le pnar (en) (Inde);
- Le war-jaintia (en) (Bangladesh);
- Le maharam (Inde).